# Potenza di combattimento
Con potenza di combattimento, conosciuta anche con la terminologia statunitense War Emergency Power (WEP), si intende una sovra produzione di potenza dovuta ad una particolare configurazione usata, per brevi periodi, in alcuni motori aeronautici a pistoni durante la seconda guerra mondiale. Tali impostazioni costringevano il motore a funzionare oltre ai parametri di dimensionamento e sicurezza del progetto originale pertanto diminuivano sensibilmente gli intervalli di manutenzione degli stessi arrivando al cedimento prematuro delle componenti meccaniche interne.
L'utilizzo era quindi limitato a certe particolari condizioni come la necessità di un decollo rapido e per disimpegnarsi in caso di combattimento aereo.
Il termine WEP era originariamente indicato per uno specifico meccanismo  progettato ed utilizzato nei motori statunitensi ma successivamente venne adottato per indicare gli apparati simili adottati dalle altre aziende di produzione estere ed alla fine diventò sinonimo della potenza extra ottenibile, chiamata potenza di combattimento.
Un'analoga evoluzione motoristica, pur in termini molto meno distruttivi, si deve all'adozione del postbruciatore nei turbogetto di uso militare.